# 大橋直樹
大橋 直樹（おおはし なおき、1978年 - ）は、日本の医師、医療法人社団代表者。専門は腹部外科・内視鏡外科。東京都生まれ。
医療法人社団博施会理事長、東京外科クリニック創設者、日本日帰り手術推進機構の代表者。専門は腹部外科および内視鏡外科で、鼠径ヘルニア（脱腸）治療をはじめとする日帰り手術の発展に携わっている。

## 主な活動

### 初期のキャリア
医籍登録後、慶應義塾大学医学部外科学教室助教（2006年 - 2010年）を務める。その後、国立病院機構栃木病院や埼玉社会保険病院、慶應義塾大学病院での臨床経験を積み、鼠径ヘルニア手術を中心に外科医としての腕を磨く。この期間に、日帰り手術のメリットと課題を深く理解し、普及への可能性を模索するようになる。

### 東京外科クリニックの設立
2015年、東京外科クリニックを開院。腹腔鏡による日帰り手術に特化した医療施設として開設され、特に鼠径ヘルニア治療において国内外からの患者を受け入れている。また、最新の麻酔技術や術後ケアの改善に取り組み、患者の早期社会復帰を可能にする体制を構築した。東京外科クリニックで行われた手術の成績を示す1408例の論を発行し、2022年12⽉現在の集計では3968例の累積手術件数とされている。
2016年当時順天堂大学主任教授であった山高篤行医師をクリニックに迎え、2024年4月には院長職を山高医師に禅譲。自身は医療法人社団博施会の理事長として、東京外科クリニックを含む関連施設の統括と日帰り手術の更なる普及に取り組んでいる。

### 日本日帰り手術推進機構の設立
2024年、日帰り手術の普及と品質向上を目指し、日本日帰り手術推進機構の設立を主導。同年末にNPO法人として正式認可を受け、代表者に就任。同機構では、医療の安全性と質の向上に努めながら、日帰り手術の標準化と全国的な普及を進めている。